# Bosinada
La bosinada (pronuncia in IPA: [buzi'nada]; pl. bosinad, [buzi'na:t]) o bosinata è una composizione poetica popolare, scritta in dialetto milanese su fogli volanti, recitata da cantastorie (bosin, [bu'zĩ:], pl. bositt [bu'zit]) e di contenuto quasi sempre satirico. Ebbe il suo apice nell'Ottocento.

## Il nome
Bosin era un diminutivo di Ambroeus, "Ambrogio", nome particolarmente legato alla città di Milano. Ciononostante, in milanese bosin (pl. bositt) è epiteto corrispondente a "brianzolo", "contadino dell'alto milanese". Ed in effetti, le bosinate, anche d'autore, tendevano a presentarsi come opera di un bosin il cui dialetto, particolarmente colorito rispetto al milanese cittadino, pareva meglio adattarsi alla vivacità della rustica composizione. Sull'etimologia di bosin a partire dal nome di Ambrogio oggi sembra esserci un consenso tra gli studiosi, anche se non mancano altre proposte etimologiche. Per esempio, G. Crespi (1907) afferma che il termine bosin per indicare la «frazione del contado milanese che sta tra il Ticino. il Lambro e i monti del Varesotto» deriverebbe dal nome di «un torrentaccio, quasi sempre asciutto, denominato Bozzente e in antico Bosintio».

## Storia

### XVII e XVIII secolo
La più antica bosinada di cui si conosca l'anno di composizione risale al 1650: Noeuva Bosinaa fagg in temp de carnevaa da Maffé Scappà bosin in onor del Re bambin, Milano, per le stampe di Gio. Francesco e fratelli Camagni, 1650. Dall'aspetto della composizione sembra si trattasse di un genere già affermato, anche se non è possibile stabilire con certezza le sue origini, dal momento che raramente i fogli su cui erano stampati contenevano una data. Rileva così C. Repossi (1985: 168): «Gli inizi [...] sono da porsi alla fine del Cinquecento, ma di tutta la fase "arcaica" non è rimasta testimonianza [...]: le bosinate più antiche fino ad ora ritrovate sono collocabili (attraverso elementi interni e caratteristiche tipografiche) tra la metà del secolo XVII e l'inizio del successivo».
Tra le bosinad datate del XVIII secolo si possono citare, per esempio, 9 bosinad di Gaspare Fumagalli datate intorno al 1723:
- Sora la gran sciora miserabela ("Sulla gran dama miserabile")
- Contrast tra marì e miee ("Contrasto tra marito e moglie")
- Sora on omm che porta el scossaa ("Su un uomo che porta il grembiule")
- Sora el pont se se ha pù valor la fam o l'amor ("Sulla questione se valga di più la fame o l'amore")
- Contrast tra el moros e la morosa ("Contrasto tra innamorato e innamorata")
- Sora quij che giuga al lott ("Su coloro che giocano al lotto")
- Sora i patron che ben no osserva a ona volpona d'ona serva ("Sui padroni che non osservano bene una serva furbacchiona")
- Sora el pont che no gh'è pù discrezion tra i omen ("Sul fatto che non c'è più discrezione tra gli uomini")
- Sora i donn de Milan che no poden stà senza on omm ("Sulle donne di Milano che non possono stare senza un uomo")

Molte altre bosinate sono descritte nel primo volume di Cherubini (1816-17) e in F. Fontana (1901).

### XIX secolo
Anche i poeti maggiori come il Porta amarono descriversi come bositt (plurale di bosin), benché i loro componimenti fossero ben diversi da quelli improvvisati dai cantastorie. Ad uno dei quali si fa cenno ne La Ninetta del Verzee. La povera ragazza, perseguitata dal suo amante-sfruttatore, litiga con lui che si vendica facendo comporre una bosinata che la mette alla berlina:

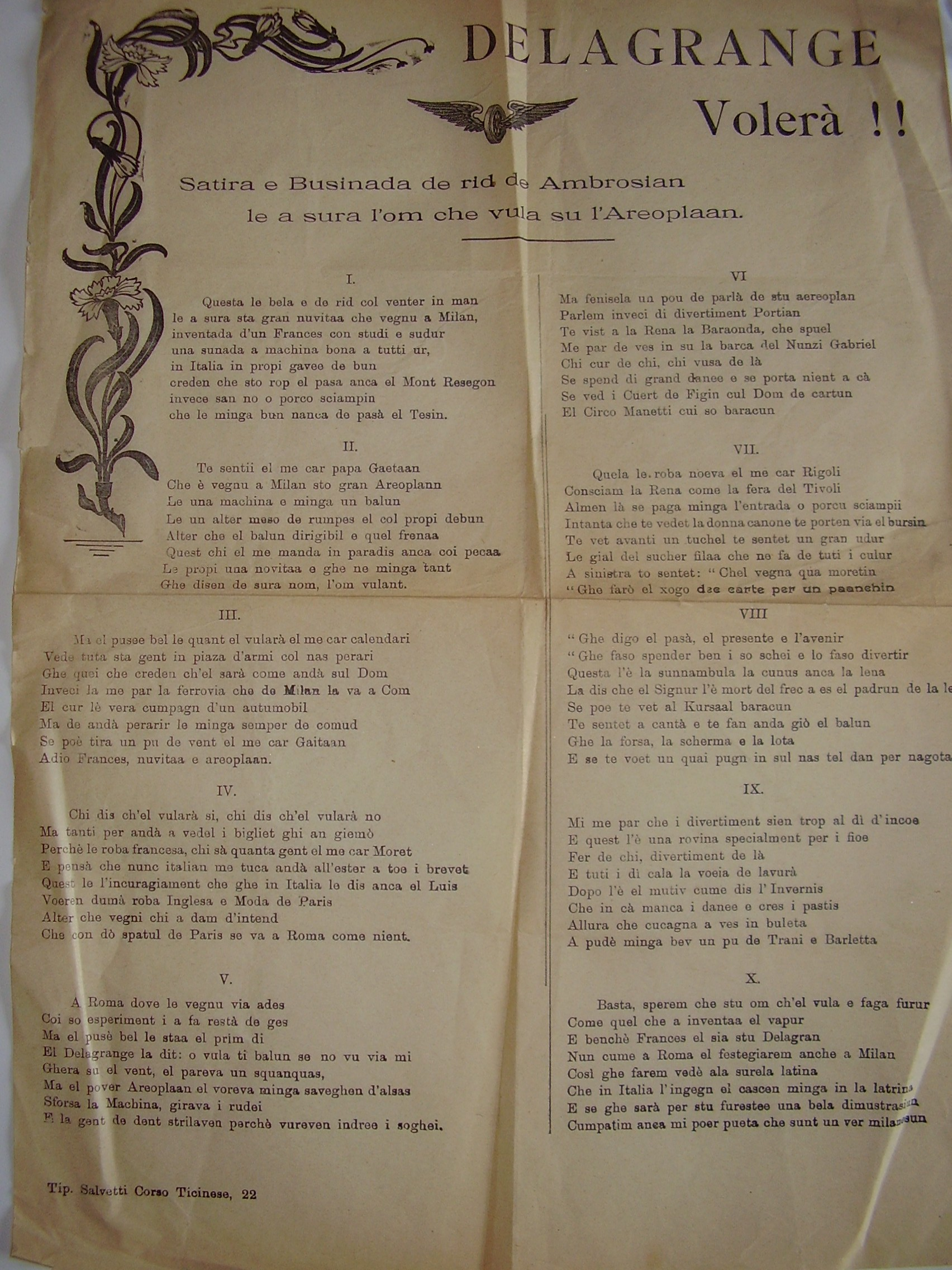
Una bosinada del 1908

(Carlo Porta, La Ninetta del Verzee, vv. 317-320)

### XX secolo
Le bosinate continuarono per tutto l'Ottocento, e se ne conoscono perfino nei primi anni del Novecento su argomenti moderni. Ad esempio La Balonada, di Gaetano Crespi del 1907, che descrive una gara tra palloni aerostatici, oppure quella anonima, dell'anno successivo, che descrive i tentativi di record di volo da parte di Léon Delagrange (giugno 1908), dal titolo Delagrange volerà! Satira e Businada de rid de Ambrosian / le a sura l'om che vula su l'Areoplaan. Ecco di seguito l'incipit della prima:
(Gaetano Crespi, La balonada, vv. 1-6)

## Struttura
La bosinada non aveva una forma rigida. Il metro poteva essere di varie misure (a volte all'interno della stessa composizione: i versi "zoppicanti" erano una caratteristica immancabile in queste composizioni a volte volutamente rozze) e andava dall'ottonario all'endecasillabo. I versi erano poi perlopiù uniti in "distici" a rima baciata e la lunghezza complessiva di ogni composizione era anch'essa variabile.